# Mörttjärnen (Piteå socken, Norrbotten, 728584-171941)
Mörttjärnen är en sjö i Piteå kommun i Norrbotten och ingår i Piteälvens huvudavrinningsområde. Sjön har en area på 0,0936 kvadratkilometer och ligger 200 meter över havet. Mörttjärnen ligger i Piteälven Natura 2000-område.

## Delavrinningsområde
Mörttjärnen ingår i det delavrinningsområde (728622-171979) som SMHI kallar för Utloppet av Gammelträsket. Medelhöjden är 248 meter över havet och ytan är 18,21 kvadratkilometer. Räknas de 2 avrinningsområdena uppströms in blir den ackumulerade arean 48,86 kvadratkilometer. Borgforsälven som avvattnar avrinningsområdet har biflödesordning 2, vilket innebär att vattnet flödar genom totalt 2 vattendrag innan det når havet efter 62 kilometer. Avrinningsområdet består mestadels av skog (69 procent). Avrinningsområdet har 2,2 kvadratkilometer vattenytor vilket ger det en sjöprocent på 12,1 procent.